# Enfield Southgate
Circonscription parlementaire de la Chambre des communes
La circonscription d'Enfield Southgate (initialement Southgate) est une circonscription électorale anglaise située dans le Grand Londres est représentée à la Chambre des communes.

## Géographie
La circonscription comprend :
- Les parties sud-ouest du borough londonien d'Enfield
- La ville de Cockfosters
- Le quartier de Southgate

## Députés
Les Members of Parliament (MPs) de la circonscription sont :
| Législature                                      | Années       | Député           | Député              | Parti        |
| ------------------------------------------------ | ------------ | ---------------- | ------------------- | ------------ |
| Enfield Southgate issue de Enfield et Wood Green |              |                  |                     |              |
| 39e                                              | 1950–1951    |                  | Beverley Baxter     | Conservateur |
| 40e                                              | 1951–1955    |                  | Beverley Baxter     | Conservateur |
| 41e                                              | 1955–1957    |                  | Beverley Baxter     | Conservateur |
| 42e                                              | 1959–1964    |                  | Beverley Baxter     | Conservateur |
| 43e                                              | 1964–1966    | Anthony Berry    |                     | Conservateur |
| 44e                                              | 1966–1970    | Anthony Berry    |                     | Conservateur |
| 45e                                              | 1970–1974    | Anthony Berry    |                     | Conservateur |
| 46e                                              | 1974–1974    | Anthony Berry    |                     | Conservateur |
| 47e                                              | 1974–1979    | Anthony Berry    |                     | Conservateur |
| 48e                                              | 1979–1983    | Anthony Berry    |                     | Conservateur |
| 49e                                              | 1983–1984    | Anthony Berry    |                     | Conservateur |
| 49e                                              | 1984-1987    | Michael Portillo |                     | Conservateur |
| 50e                                              | 1987–1992    | Michael Portillo |                     | Conservateur |
| 51e                                              | 1992–1997    | Michael Portillo |                     | Conservateur |
| 52e                                              | 1997–2001    |                  | Stephen Twigg       | Travailliste |
| 53e                                              | 2001–2005    |                  | Stephen Twigg       | Travailliste |
| 54e                                              | 2005–2010    |                  | David Burrowes      | Conservateur |
| 55e                                              | 2010–2015    |                  | David Burrowes      | Conservateur |
| 56e                                              | 2015–2017    |                  | David Burrowes      | Conservateur |
| 57e                                              | 2017–2019    |                  | Bambos Charalambous | Travailliste |
| 58e                                              | 2019–Présent |                  | Bambos Charalambous | Travailliste |

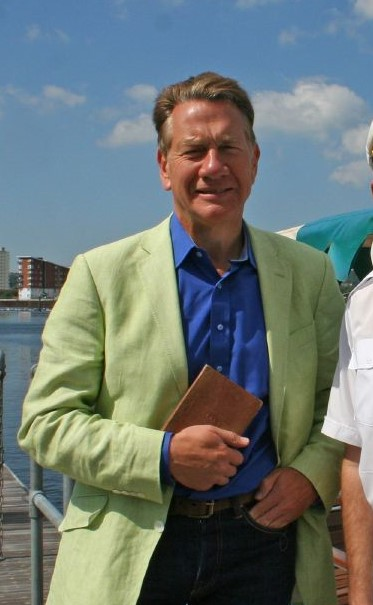
Michael Portillo (1984-1997)
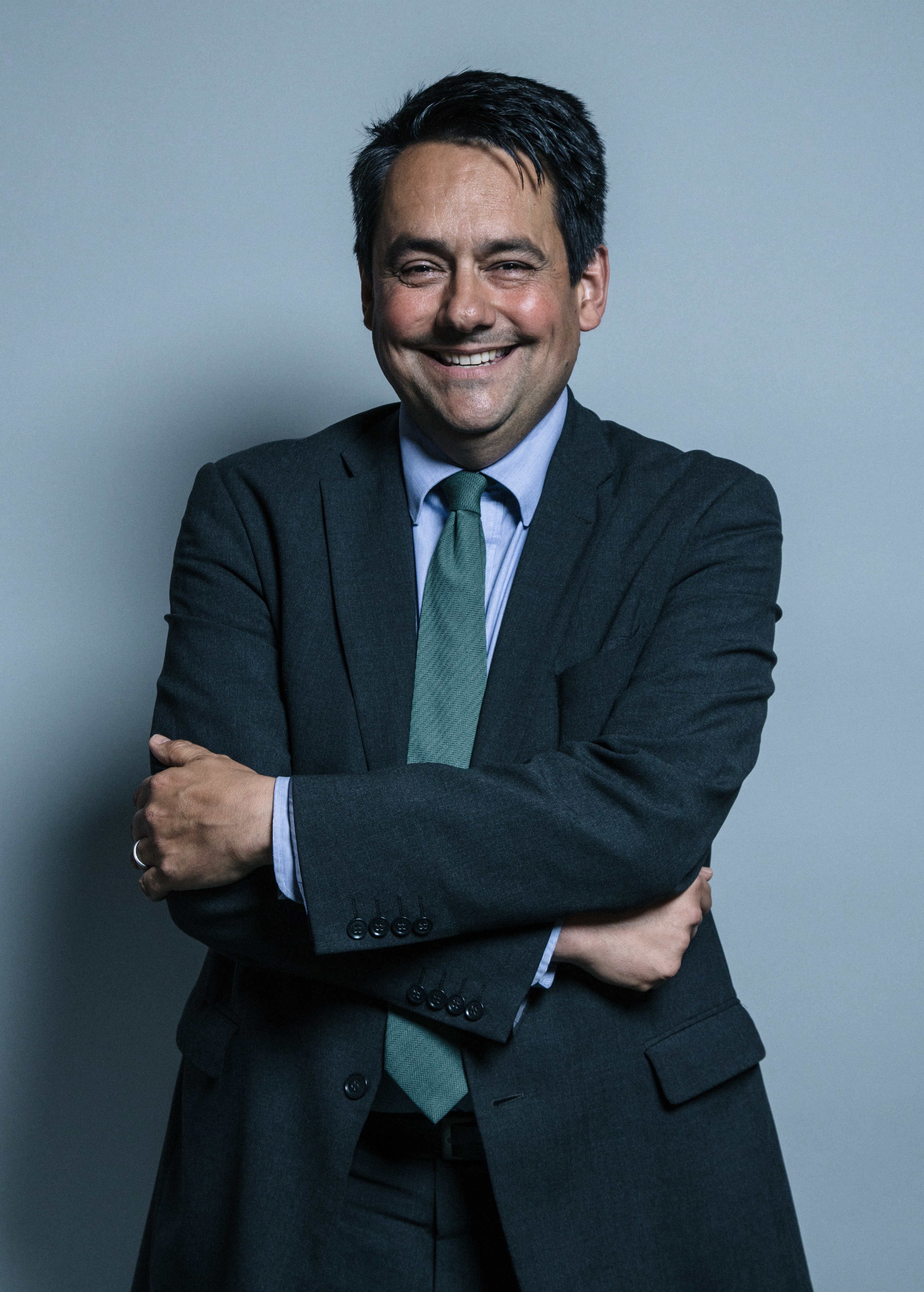
Stephen Twigg (1997-2005)
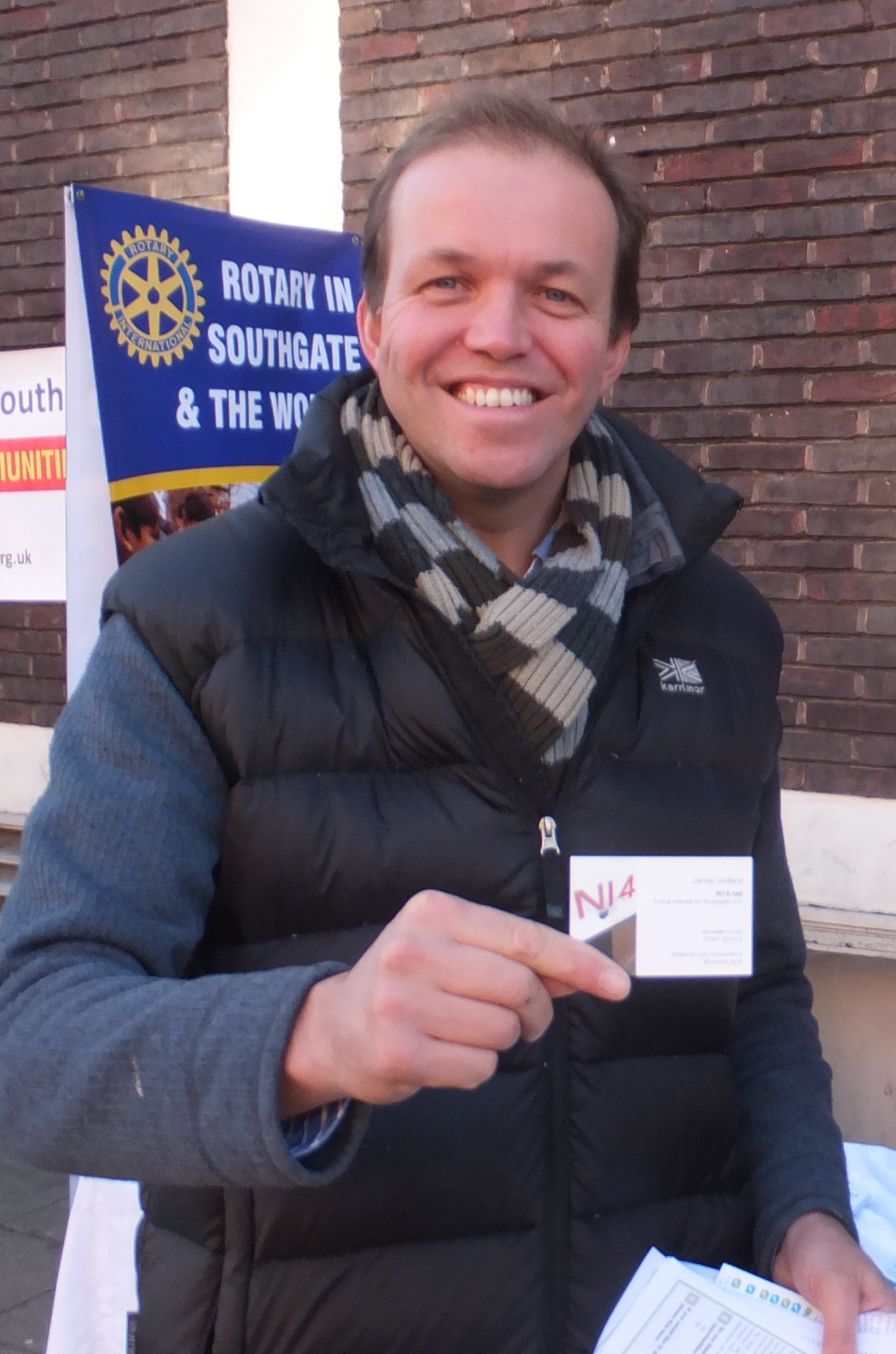
David Burrowes (2005-2017)
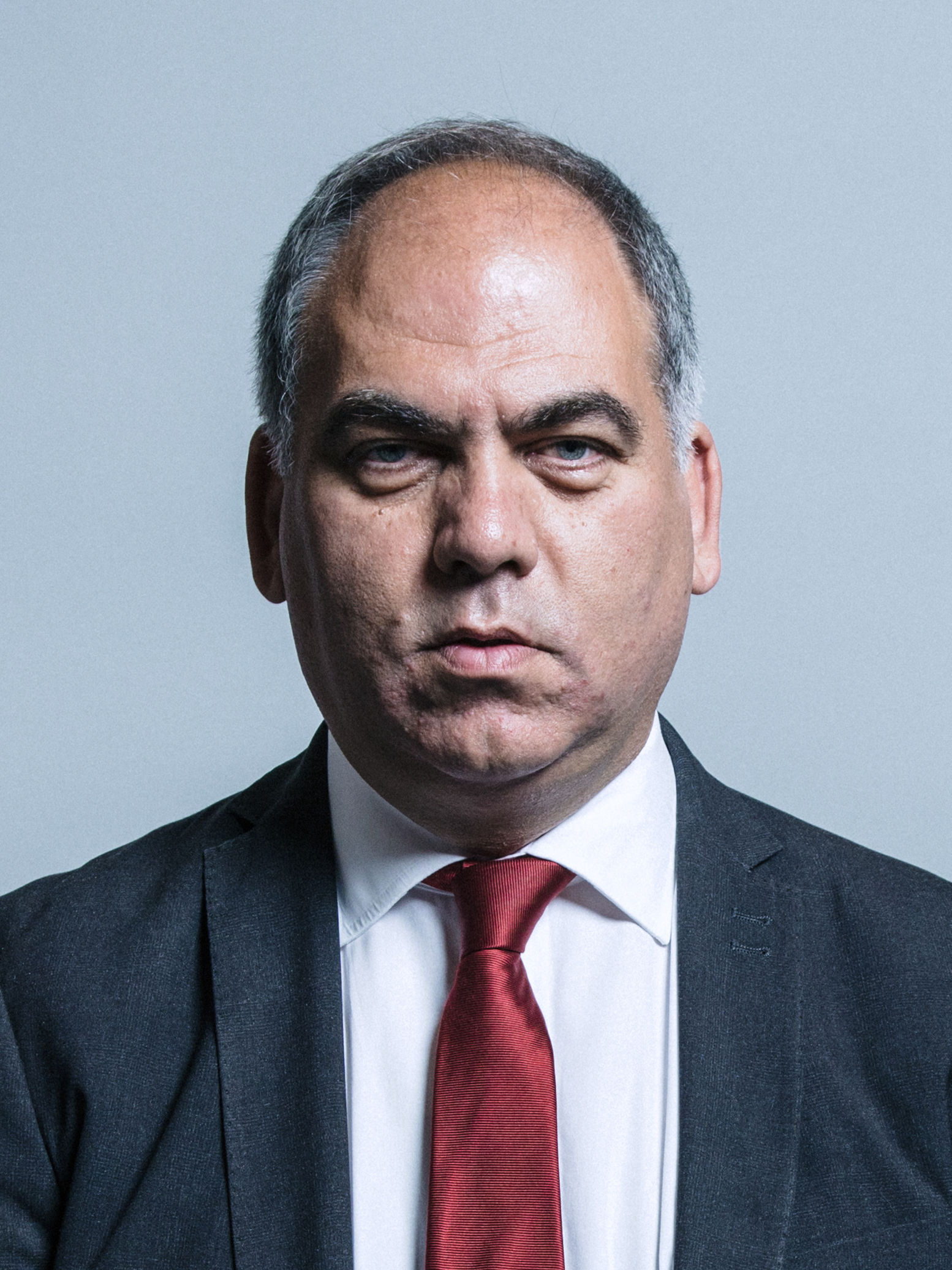
Bambos Charalambous (2017-Présent)